# Revista de la Universidad (Universidad Nacional de La Plata)
La Revista de la Universidad fue una publicación oficial de la Universidad Nacional de La Plata (Argentina) que presentaba artículos sobre temáticas diversas de esa Casa de Altos Estudios. Fue fundada en septiembre de 1957 por el médico Noel Sbarra, que la dirigió hasta su muerte, en 1974.

## Historia
La Revista nació en un contexto social complejo tanto para la Universidad como para Argentina, durante la autoproclamada Revolución Libertadora de 1955. El vicepresidente de la Universidad, Alberto T. Casella, designó en 1957 a Noel Sbarra como director de lo que sería la Revista de la Universidad.
Sbarra se ocupaba de gran cantidad de las tareas que estaban por detrás de la publicación, desde su planeamiento hasta la distribución de la misma, pasando por la diagramación y la editorialización.

En la presentación del primer número, Sbarra anunciaba que la Revista:
aparecerá en cuadernos trimestrales, divididos en secciones movibles que organizan el variado material de acuerdo con una idea sustantiva y coherente: servir a la cultura universitaria, reflejar el pensamiento y la actividad del cuerpo docente de la Casa y establecer una permanente vinculación con universidades y centros similares nacionales y extranjeros, incrementando el canje regular de publicaciones.
La Revista presentaba en cada número más de una decena de artículos, ensayos y reseñas acompañados por ilustraciones de artistas locales. Desde el primer número, escribían en sus páginas reconocidos académicos como Fernando Márquez Miranda, Francisco Romero o Mario Teruggi, alternados con reseñas de libros, testimonios y crónicas que estudiantes y graduados de la Universidad hacían de sus estancias en otros lugares del mundo.
Con la muerte de Noel Sbarra, su esposa, Cecilia Ford de Sbarra, asumió durante un breve lapso la dirección de la Revista. El número 27, de 1981, y el siguiente estuvieron bajo la dirección de José María Marquínez. Los números editados bajo la dirección de Marquínez trataron sobre la Generación del 80, el centenario de la ciudad de La Plata y Joaquín V. González.
Con el retorno de la democracia en Argentina, en 1983, también cambió el director editorial de la Revista. Así, el número 29 muestra a Servando Ramón Manuel Dozo a cargo. Nuevamente, cada edición presentaría artículos de diferentes disciplinas, como en los primeros años de la Revista.
La Revista comenzó a tener una periodicidad irregular, con un número publicado en 1991 a cargo de Ural Amor Pérez, uno en 1996 bajo la dirección de Edgardo Rolleri. 
En 1999, con Ricardo Petraglia como director, la  Revista comenzó a tener una línea más institucional, presentando los modelos de gestión de la Universidad. Así, este número iniciaba con una presentación editorial a cargo de Luis Julián Lima, el presidente de la Universidad Nacional de La Plata. En este número, se presentan cada una de las Facultades y Colegios de la Universidad, así como los principios y valores que vertebraban el plan de gestión de aquel entonces.
Florencia Saintout dirigió el número siguiente, publicado en 2005 con motivo del centenario de la Universidad, mientras que el número 35, sobre la Universidad en el siglo XXI, estuvo a cargo de Anabel Manasanch. 
El último número salió en 2011 y abordó la problemática de la Universidad y el ambiente. Estuvo dirigido por Anabel Manasanch y Leandro J. González.

## Periodicidad y disponibilidad
La Revista inicialmente tuvo una periodicidad trimestral. A partir de 1963 pasó a tener números anuales, dedicados a un tema específico.
Todos sus números están disponibles en acceso abierto en el repositorio institucional de la Universidad Nacional de La Plata, el Servicio de Difusión de la Creación Intelectual (SEDICI). 